# Mark Gordon
Mark Gordon (* 14. března 1957 New York City, New York) je americký politik a člen Republikánské strany, od ledna 2019 guvernér Wyomingu.
V roce 2008 kandidoval v primárních volbách na funkci člena Sněmovny reprezentantů za jediný okrsek Wyomingu. V letech 2012 až 2019 působil jako wyomingský finanční manažer (anglicky Treasurer). V roce 2018 byl zvolen guvernérem Wyomingu poté, co ve volbách porazil kandidátku Demokratické strany Mary Throneovou. Mandát poté obhájil i ve volbách v roce 2022, když získal přes 74 % hlasů, zatímco jeho protikandidátka za Demokraty Theresa Livingston pouhých 15 %. Gordon zároveň vyhrál ve všech státních okresech. 
Od roku 2000 je podruhé ženatý (jeho první žena zemřela v roce 1993 při autonehodě), má čtyři děti.